# 밤샘 (영화)
밤샘(A Night Out)은 미국에서 제작된 찰리 채플린 감독의 1915년 영화이다. 찰리 채플린 등이 주연으로 출연하였고 제시 T. 로빈스 등이 제작에 참여하였다.

## 출연

### 주연
- 찰리 채플린
- 벤 터핀

### 조연
- 버드 제이미슨
- 에드나 펄비안스
- 레오 화이트
- Fred Goodwins